# Elektroniker für Automatisierungstechnik
Der Elektroniker für Automatisierungs- und Systemtechnik ist ein in Deutschland durch die Verordnung (BGBl. 2003 I S. 1144) anerkannter Ausbildungsberuf. Im Handwerk existiert ein vergleichbarer Ausbildungsberuf, der Elektroniker Fachrichtung Automatisierungstechnik.
Die Ausbildungszeit beträgt regulär 3½ Jahre. Unter bestimmten Voraussetzungen kann die Ausbildungszeit auf 2½ bzw. 3 Jahre verkürzt werden. Die Berufsbezeichnung des Elektroniker für Automatisierungstechnik wurde ab dem 1. August 2021 zum Elektroniker für Automatisierungs- und Systemtechnik geändert. Elektroniker für Automatisierungs- und Systemtechnik arbeiten in dem Bereich Niederspannung bis 1000 V. Sie sind dafür zuständig zu bearbeitende oder sich wiederholende Prozesse (Vorgänge) zu automatisieren.
Schwerpunktmäßig wird im Bereich der Automation von Industrieanlagen ausgebildet. Dazu gehören:
- Antriebstechnik
- Leistungselektronik
- Mess- und Regelungstechnik
- Pneumatik
- Sensorik und Aktorik sowie
- Steuerungstechnik (SPS und VPS).

Nach 1½ Jahren folgt der erste Teil der gestreckten Abschlussprüfung, die mit 40 Prozent in die Abschlussprüfung einfließt.
Elektroniker für Automatisierungs und Systemtechnik gilt sowohl im handwerklichen als auch im industriellen Bereich in Deutschland als Mangelberuf für Facharbeiter und steht auf der Positivliste für ausländische Facharbeiter aus Nicht-EU-Staaten.

## Ausbildungsvergütung
Für Ausbildungsverträge, die nach dem 31. Dezember 2019 geschlossen werden, gelten nach dem BBIG §17 Mindestvergütungen, die nicht unterschritten werden dürfen, außer die Ausbildungsvergütung ist tarifvertraglich geregelt. Nicht tarifgebundene Ausbildungsbetriebe können von den für ihre Branche und Region geltenden Tarifverträgen um maximal 20 Prozent nach unten abweichen, aber höchstens bis zu der Grenze, die die Mindestausbildungsvergütung vorgibt. Die Ausbildungsvergütung steigt mindestens jährlich an, und betrug im Jahr 2020 in Deutschland durchschnittlich pro Monat:
- Erstes Ausbildungsjahr: 977 €
- Zweites Ausbildungsjahr: 1053 €
- Drittes Ausbildungsjahr: 1134 €
- Viertes Ausbildungsjahr: 1224 €

Auch bei den Ausbildungsvergütung bestehen weiterhin Unterschiede zwischen West- und Ost-Deutschland. So ist der Gesamtdurchschnitt für Westdeutschland 1079 € und in Ostdeutschland 1032 €.

## Absolventen
Die Prüfungsstatistik der Abschlussprüfung werden halbjährlich von der Industrie- und Handelskammer veröffentlicht. Aufgrund der Neufassung der Ausbildungsverordnung im Jahr 2018 wurden im Jahr 2019 und 2020 Auszubildende noch zum größten Teil nach der alten Ausbildungsverordnung geprüft.
| Abschlussprüfung Prüfungsstatistik Elektroniker/-in für Automatisierungstechnik | Abschlussprüfung Prüfungsstatistik Elektroniker/-in für Automatisierungstechnik | Abschlussprüfung Prüfungsstatistik Elektroniker/-in für Automatisierungstechnik | Abschlussprüfung Prüfungsstatistik Elektroniker/-in für Automatisierungstechnik | Abschlussprüfung Prüfungsstatistik Elektroniker/-in für Automatisierungstechnik | Abschlussprüfung Prüfungsstatistik Elektroniker/-in für Automatisierungstechnik | Abschlussprüfung Prüfungsstatistik Elektroniker/-in für Automatisierungstechnik |
| Jahr                                                                            | Winter 2020                                                                     | Winter 2020                                                                     | Sommer 2021                                                                     | Sommer 2021                                                                     | Winter 2021                                                                     | Winter 2021                                                                     |
| Ausbildungsverordnung                                                           | 2007                                                                            | 2018                                                                            | 2007                                                                            | 2018                                                                            | 2007                                                                            | 2018                                                                            |
| ------------------------------------------------------------------------------- | ------------------------------------------------------------------------------- | ------------------------------------------------------------------------------- | ------------------------------------------------------------------------------- | ------------------------------------------------------------------------------- | ------------------------------------------------------------------------------- | ------------------------------------------------------------------------------- |
| Anzahl Teilnehmer                                                               | 1017                                                                            | 281                                                                             | 127                                                                             | 756                                                                             | 45                                                                              | 1350                                                                            |
| davon bestanden                                                                 | 926                                                                             | 267                                                                             | 107                                                                             | 739                                                                             | 39                                                                              | 1241                                                                            |
| Bestehensquote                                                                  | 91,1 %                                                                          | 95,0 %                                                                          | 84,3 %                                                                          | 97,8 %                                                                          | 86,7 %                                                                          | 91,9 %                                                                          |
| Durchschnitt der Gesamtpunktzahl von 100                                        | 74                                                                              | 80                                                                              | 70                                                                              | 84                                                                              | 67                                                                              | 76                                                                              |

## Verwandte Berufe
- Anlagenelektriker
- Automatiker
- Elektroniker
- Mechatroniker